# Bessels ellipsoid
Bessels ellipsoid ("Bessel 1841") är en ofta använd referensellipsoid för Europa. Den räknades ut av Friedrich Wilhelm Bessel 1841, utifrån en mängd data insamlade över hela Europa, Ryssland och Indien, under 1831-32. 

## Anpassning till jordens ellipsoid
Ellipsoiden blev snabbt gängse standard inom geodesin, eftersom den är väl anpassad till jordens ellipsoids riktiga deformation. Idag kan man med satelliter visa att Bessels deformation endast skiljer sig 700 meter längs polerna mot jorden.
- Besselellipsoiden 1841 (definierad av log A och f):
  - A = 6 377 397 m
  - f = 1/299,15
  - b = 6 356 078 m

- Jordellipsoiden WGS 84 (definierad av A och f):
  - A = 6 378 137 m
  - f = 1/298,26
  - b = 6 356 752 m